# ジェームス・カマナ
ジェームス・カマナ（James Kamana、1985年8月15日 - ）は、ニュージーランド出身のラグビー選手。　

## プロフィール
- ポジションはウィング(WTB)、フルバック(FB)。
- 身長 180cm、体重 92kg

## 略歴
2007年、セブンズニュージーランド代表に初めて選出される。
2010年、ニュージーランド州代表選手権のタスマンに加入。1シーズンプレーした。
2011年、カリーカップのゴールデン・ライオンズに加入。2シーズンプレーした。
2013年、釜石シーウェイブスに加入。同年9月15日に行われたトップイーストリーグDiv.1第１節の日本IBMビッグブルー戦に先発出場で日本での公式戦初出場を果たした。
2017年、釜石シーウェイブスを退団した。

## エピソード
- フジテレビの番組ジャイアントキリング第3回大会に出場した[5]。